# Павец
Павец (рум. Pavăț) — село у повіті Мехедінць в Румунії. Входить до складу комуни Тимна.
Село розташоване на відстані 247 км на захід від Бухареста, 26 км на схід від Дробета-Турну-Северина, 71 км на північний захід від Крайови.

## Населення
За даними перепису населення 2002 року у селі проживали 143 особи, усі — румуни. Усі жителі села рідною мовою назвали румунську.